# ریچارد «اسکیتس» گلگر
ریچارد «اسکیتس» گَلِگر (انگلیسی: Richard "Skeets" Gallagher؛ ‏ ۲۸ ژوئیهٔ ۱۸۹۱ – ۲۲ مهٔ ۱۹۵۵) بازیگر اهل ایالات متحده آمریکا بود. وی بین سال‌های ۱۹۱۵ تا ۱۹۵۲ میلادی فعالیت می‌کرد.
از فیلم‌هایی که وی در آن نقش داشته‌است، می‌توان به آلیس در سرزمین عجایب، عسل، هیاهو، جواهرات مسروقه، نیویورک، گذشته مری هلمز، جاسوسی و مرغ بهشت اشاره کرد.